# عبد اللطيف عباس
عبد اللطيف عباس هو عداء سريع كويتي، ولد في 18 أبريل 1953.

## وصلات خارجية
- عبد اللطيف عباس على موقع أوليمبيديا (الإنجليزية)